# Parafia św. Jana Chrzciciela w Giławach
Parafia świętego Jana Chrzciciela w Giławach – parafia rzymskokatolicka znajdująca się w archidiecezji warmińskiej, w dekanacie Barczewo.